# José María Urbina y Viteri
José María Mariano Segundo Fernández de Urbina y Sáenz de Viteri (Pillaro, 19 de marzo de 1808 - Guayaquil, 4 de septiembre de 1891) fue un militar y político ecuatoriano. Tras estudiar en la Escuela Náutica y participar en la guerra grancolombo-peruana, apoyó al presidente Flores y luego a Rocafuerte, siendo ministro en Nueva Granada. Tras conspirar contra Rocafuerte, regresó al poder Flores y fue gobernador de Manabí. Se unió a la Revolución Marcista contra Flores, ascendiendo a general y siendo ministro y presidente de la Cámara. Lideró una fallida sublevación y luego un golpe de estado, proclamándose Jefe Supremo en 1851. Durante su mandato, abolió la esclavitud y enfrentó una invasión de Flores. Fue presidente constitucional de 1852 a 1856, expulsando a los jesuitas y negociando concesiones de guano. Tras dejar la presidencia, apoyó a Robles y luego se exilió en Perú, desde donde intentó derrocar a García Moreno. Regresó a Ecuador tras el asesinato de García Moreno, lideró una revolución y presidió la Asamblea Constituyente de 1878.

## Biografía

### Primeros años
Hijo de Gabriel Fernández de Urbina, ciudadano español, último Contador Real de la Colonia y de Rosa Viteri, ambateña. Realizó sus estudios en la Escuela Náutica de Guayaquil bajo la dirección del militar Juan Illingworth Hunt. Participó en el Combate naval de Punta Malpelo ocurrido durante la Guerra grancolombo-peruana.
Instaurada la República del Ecuador en 1830 apoyó a su primer mandatario, el general Juan José Flores del que fue edecán. Participó en el bando de Vicente Rocafuerte que había pactado con Juan José Flores para enfrentar a las fuerzas rebeldes de José Félix Valdivieso en la Batalla de Miñarica.
En 1836 durante la presidencia de Vicente Rocafuerte fue designado como ministro plenipotenciario en la capital de Nueva Granada (Bogotá), lugar donde fue iniciado en la francmasonería. Fue retirado en 1837 y enojado con el presidente Rocafuerte, realizó una conspiración con el general Juan Otamendi para sublevar a la guarnición de Riobamba. Enterado el gobierno de la conspiración ordenó el destierro de Urbina y Otamendi al extranjero. Finalmente pudo regresar a Ecuador en 1839 cuando regreso al poder el general Juan José Flores.
Elegido para participar en la asamblea constituyente de 1843 votó a favor de la reelección del presidente Flores para un tercer periodo presidencial. El presidente Flores eligió a José María Urbina como gobernador de la provincia de Manabí.

### Revolución Marcista
En ese cargo le sorprendía la noticia de la Revolución Marcista del 6 de marzo de 1845 que buscaba el derrocamiento del presidente Flores, a la cual plegó el día 17 con el Pronunciamiento de Portoviejo, ganándose la gratitud del Gobierno Provisorio de facto de Guayaquil, que el 22 le ascendió a general de brigada. Entonces organizó la II División del Ejército y avanzó a Guayaquil, ingresando el 27 de mayo con 700 hombres, en medio del entusiasmo de la población.
Reunida una nueva asamblea constituyente en Ambato que eligió a Vicente Ramón Roca como nuevo presidente, fue designado Ministro de Relaciones Exteriores de Ecuador Más tarde, en 1849 fue elegido Presidente de la Cámara de Representantes del Ecuador en la que se realizó la fallida elección del nuevo presidente al terminar su periodo el presidente Vicente Ramón Roca.
El general José María Urbina había fijado su domicilio en Guayaquil y valiéndose de su influencia sobre el ejército ecuatoriano realiza una conspiración contra el gobierno encargado de Manuel de Ascázubi bajo pretexto de varios delitos; entre ellos constituir el gabinete con hombres afines a Juan José Flores. Junto al coronel Francisco Robles jefe de la guarnición de Guayaquil subleva a la guarnición contra el gobierno el 20 de diciembre de 1849 sin embargo el pueblo de Guayaquil impide la sublevación militar.
Llamado a la capital (Quito) por el gobierno manipuló con astucia y logró que no le castiguen. El presidente encargado Ascázubi decide cambiar a los mandos militares de Guayaquil y reemplazar a Robles como jefe de la guarnición. El cambio se produjo el 19 de febrero de 1850, sin embargo Robles apoyado por el general Guillermo Bodero Franco (primo de Diego Noboa) consigue por la noche la adhesión de la guarnición de Guayaquil contra Ascázubi. Los jefes militares designados por Ascázubi fueron apresados, no menos que el gobernador de la provincia y algunos funcionario civiles.
Una Asamblea popular convocada en Guayaquil por el general José María Urbina (qué ejercía de facto la Jefatura Civil y Militar de Guayaquil) elige a Diego Noboa como Jefe Supremo el 2 de marzo de 1850. El 10 de junio de 1850 Quito lo reconoce como Jefe Supremo al renunciar al poder político Ascázubi. Diego Noboa elegido como nuevo presidente del país en una nueva asamblea constituyente ofreció al general Urbina el Ministerio de Guerra y Marina que fue rechazado.
El general José María Urbina aduciendo que el presidente Diego Noboa había pactado con los floreanos obteniendo para ellos algunos empleos en la administración pública y había comprometido la integridad nacional preparó un golpe de Estado militar valiéndose de su influencia sobre el ejército ecuatoriano. El 17 de julio de 1851 fue proclamado Jefe Supremo de la República por la guarnición de Guayaquil. Noboa viajaba a la ciudad de Guayaquil y no alcanzó a llegar a la ciudad. Lo apresaron en el barco que había zarpado de la ciudad de Babahoyo y lo llevaron sin más complicaciones a un buque norteamericano que lo depositó en la ciudad de Callao.

## Jefatura Suprema
El 27 de septiembre de 1851 al ingresar en Quito, su Jefatura Suprema fue reconocida en toda la República. 
Durante su gobierno de facto tuvo que combatir una nueva invasión del expresidente Juan José Flores que fue apoyada por el gobierno peruano de José Rufino Echenique y decretó mediante decreto del 25 de julio de 1851 la completa manumisión de los esclavos existentes en el Ecuador.

## Presidencia Constitucional del Ecuador

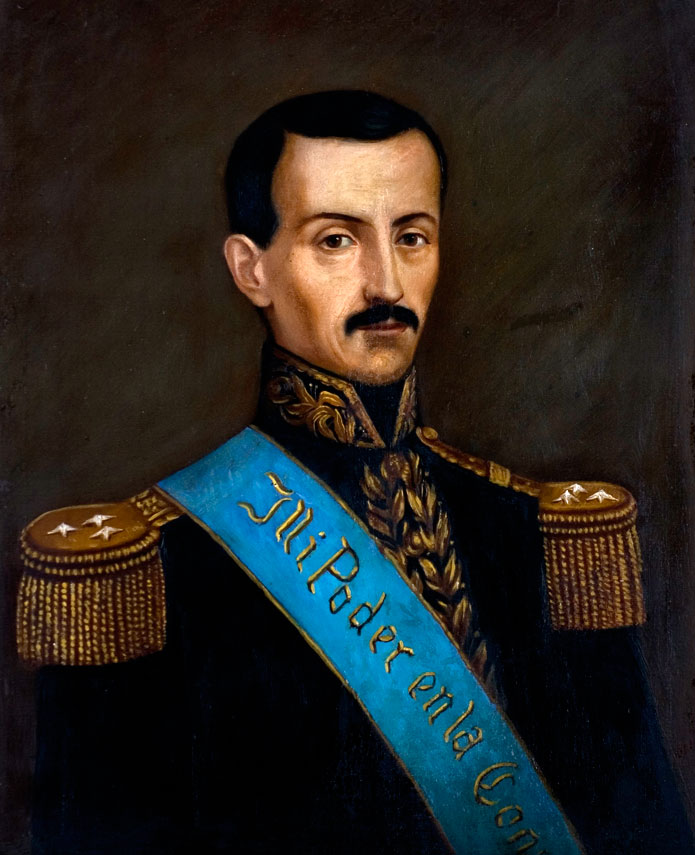
José María Urbina con la banda presidencial

Una vez restaurada la paz en el país, el general José María Urbina decretó la convocatoria de una nueva asamblea constituyente reunida en Guayaquil para restaurar el orden jurídico en la República. La asamblea constituyente eligió el 17 de julio de 1852 a José María Urbina presidente interino. Finalmente la asamblea constituyente promulgó la Sexta Constitución del Ecuador. Sancionada la Constitución, José María Urbina fue elegido Presidente Constitucional de la República el 6 de septiembre de 1852.
La asamblea constituyente también decidió decretar la expulsión de la Compañía de Jesús del territorio ecuatoriano, después de haber sido admitidos en el país por el anterior presidente Diego Noboa. El intento fallido de invasión de Juan José Flores fue el pretexto utilizado por el gobierno para decretar la proscripción de varias familias acusadas de floreanismo y que recibieron órdenes de destierro y confiscación de bienes (entre las familias castigadas se encontraba la esposa del expresidente y sus hijos).

### Manumisión de la esclavitud
A mediados del siglo XIX, siguiendo las ideas defendidas por José Mejía Lequerica en las Cortes de Cádiz, se inició en Ecuador la consolidación del proceso de manumisión de los esclavos. Este proceso culminó formalmente el 24 de julio de 1851 con un decreto del entonces Jefe Supremo José María Urbina. La medida contempló un sistema de indemnización a los propietarios de esclavos, lo que requirió una asignación significativa del presupuesto estatal durante los años 1851 y 1852. La ratificación de este decreto llegó el 18 de septiembre de 1852 por parte de la Asamblea Nacional Constituyente, tras un intenso debate entre la abolición inmediata y una gradual. La confirmación legitimó la medida y dio inicio formal al proceso de manumisión.
Los representantes de la región Costa abogaban por la abolición inmediata debido a la necesidad de más trabajadores para su producción agrícola, quienes se esperaban llegarían tras su liberación en la Sierra. Históricamente, los principales mercados esclavistas que abastecieron de mano de obra al actual territorio ecuatoriano fueron Santo Domingo, Cartagena de Indias y Panamá. Los esclavos fueron empleados en diversas actividades, como el cultivo de cacao, café, tabaco y algodón en la Costa, y en la industria de astilleros en Guayaquil. En la Sierra, se destinaban principalmente al servicio doméstico y, en menor medida, a la artesanía. Es importante destacar que no todos los afrodescendientes que llegaron a Ecuador fueron esclavos, siendo la mayoría personas libres según el censo de 1779, gracias a las leyes de manumisión existentes durante la colonia. El presidente Urbina celebró la abolición como un acto que devolvía derechos naturales a estas personas, permitiendo incorporarse como nuevos ciudadanos y contribuir al progreso con su trabajo libre y capacidades intelectuales.
Urbina se referiría a esta decisión de la siguiente manera:

Abolida la degradante esclavitud que reduce al hombre a la vil condición de mercancía, cuenta la República con una multitud de ecuatorianos capaces de contribuir a su adelantamiento con el trabajo libre, que es el más productivo, con el ejercicio de sus dotes intelectuales y con la posibilidad de colocarse en el rango de ciudadanos. Al devolver a tantos seres los derechos que les habrá concedido la naturaleza, ha ganado la República, y ha hecho por su parte una inapreciable conquista en los fueros de la humanidad.
José María Urbina

Sin embargo esto también formó parte de una estrategia política. El presidente José María Urbina al decretar la abolición de la esclavitud en el Ecuador, había utilizado a los libertos para conformar una élite de soldados incondicionales a su persona y gobierno. Urbina utilizaba a los Tauras como los encargados de intimidar a los opositores a su gobierno y como los encargados de ejecutar los destierros que decretaba.
La oposición conservadora al régimen comenzó a criticar al gobierno mediante la prensa escrita. Los periodistas Gabriel García Moreno y Rafael Carvajal recibieron órdenes de destierro por parte del gobierno. Durante su presidencia negoció un tratado de concesiones de guano con los Estados Unidos en las Islas Galápagos. Mediante este convenio supuestamente Urbina alcanzaba un protectorado estadounidense, el cual abarcaba las islas antes mencionadas y los puertos de la costa ecuatoriana.

### Deuda externa y conflicto limítrofe
En 1854 año pretendió cancelar la inmensa deuda de la independencia que -heredada de la Gran Colombia- el Ecuador mantenía con el gobierno británico, para lo cual acordó con el Elías Mocatta -representante de los acreedores británicos- que el Ecuador pagaría dicha deuda entregando para su explotación y colonización grandes extensiones de tierras en la margen derecha del río Marañón y en las regiones madereras de Esmeraldas.
Lamentablemente este convenio no se pudo concluir a causa de las reclamaciones que hizo el gobierno del Perú, aduciendo que los territorios del Marañón eran territorios en disputa, y que primeramente debía solucionarse la cuestión de límites entre los dos países.
Terminado su período presidencial en 1856 respaldó a su partidario Francisco Robles, que resultó vencedor de las elecciones presidenciales como candidato oficialista.

### Ministros de Estado
| Ministerio                                     | Ministro                  |
| ---------------------------------------------- | ------------------------- |
| Ministerio de Guerra y Marina                  | José de Villamil          |
| Ministerio de Guerra y Marina                  | Francisco Robles          |
| Ministerio de Gobierno y Relaciones Exteriores | Javier Espinosa           |
| Ministerio de Gobierno y Relaciones Exteriores | Pedro Fermín Cevallos     |
| Ministerio de Gobierno y Relaciones Exteriores | Marcos Espinel Endara     |
| Ministerio de Gobierno y Relaciones Exteriores | Pacífico Chiriboga        |
| Ministerio de Gobierno y Relaciones Exteriores | Ramón Borja               |
| Ministerio de Hacienda                         | Teodoro Gómez de la Torre |
| Ministerio de Hacienda                         | Gabriel Urbina            |

Fuente:

## Vida pospresidencial

### Exilio

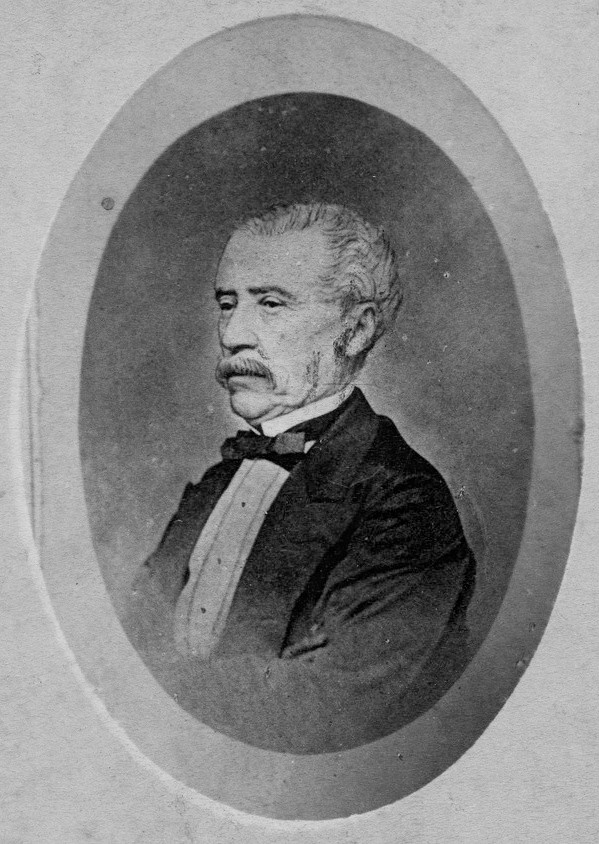
José María Urbina en 1888

Exiliado al iniciar la guerra civil ecuatoriana de 1859-1860 entre liberales y conservadores por el gobierno de la república fijó su domicilio en el Perú. Durante estos años, específicamente en 1859 nacería su hijo Francisco Urbina Jado quien sería un destacado economista y banquero ecuatoriano, considerado una figura política de gran influencia durante el periodo de la plutocracia liberal en el siglo XX como dueño del Banco Comercial y Agrícola de Ecuador.
Desde su exilio en el extranjero preparó y realizó dos invasiones al Ecuador con el objetivo de derrocar al presidente conservador Gabriel García Moreno. Fue derrotado en la Batalla de Santa Rosa de 1864 y en la Batalla de Jambelí de 1865. La difícil situación de José María Urbina durante su exilio es narrada por Montalvo, quien testimonia su pobreza en Lima y aboga infructuosamente por su retorno a Ecuador. Tras ocho años de ostracismo, la familia de Urbina logra regresar brevemente al país en 1868, pero el golpe de García Moreno los obliga a un nuevo exilio al año siguiente. Montalvo describe un emotivo reencuentro con un Urbina anciano y en extrema necesidad en Lima, destacando su entereza ante la adversidad.

### Retorno a Ecuador
Regresó al Ecuador después del asesinato del presidente Gabriel García Moreno en 1875 y lideró la revolución de Veintemilla que culminó con el derrocamiento del presidente Antonio Borrero y comenzó la dictadura del general Ignacio de Veintimilla. El regreso definitivo de Urbina a Ecuador en 1876, tras dieciséis años de ausencia fue triunfal, siendo recibido con gran fervor popular en Guayaquil. El presidente Borrero intenta reintegrarlo al servicio activo, pero Urbina, con dignidad, rechaza esta forma de compensación, aceptando finalmente sus Letras de Cuartel. Poco después, viaja a Lima por asuntos privados, donde la revolución liberal lo llama de vuelta a Guayaquil, siendo nombrado Jefe de Estado Mayor General por Veintemilla.
Urbina participa activamente en la campaña militar, liderando tropas y obteniendo importantes victorias, como en Galte, donde se utilizaron por primera vez fusiles Remington en Ecuador. Tras la toma de Quito, es electo diputado y sofoca una invasión contrarrevolucionaria. El general Manuel Santiago Yépez lideró un levantamiento popular desde la provincia de Imbabura contra el régimen dictatorial llegando a Quito, a poco fue derrotado por las fuerzas dictatoriales dirigidas por el general Cornelio Vernaza. El general José María Urbina llegado a Quito castigó a los conservadores y a las comunidades religiosas católicas mediante una exorbitante contribución económica.  Fue elegido Presidente de la Asamblea Constituyente del Ecuador de 1878 que, reunida en Ambato, eligió a Ignacio de Veintimilla Presidente Constitucional de la República para el período (1878-1882).

### Fallecimiento

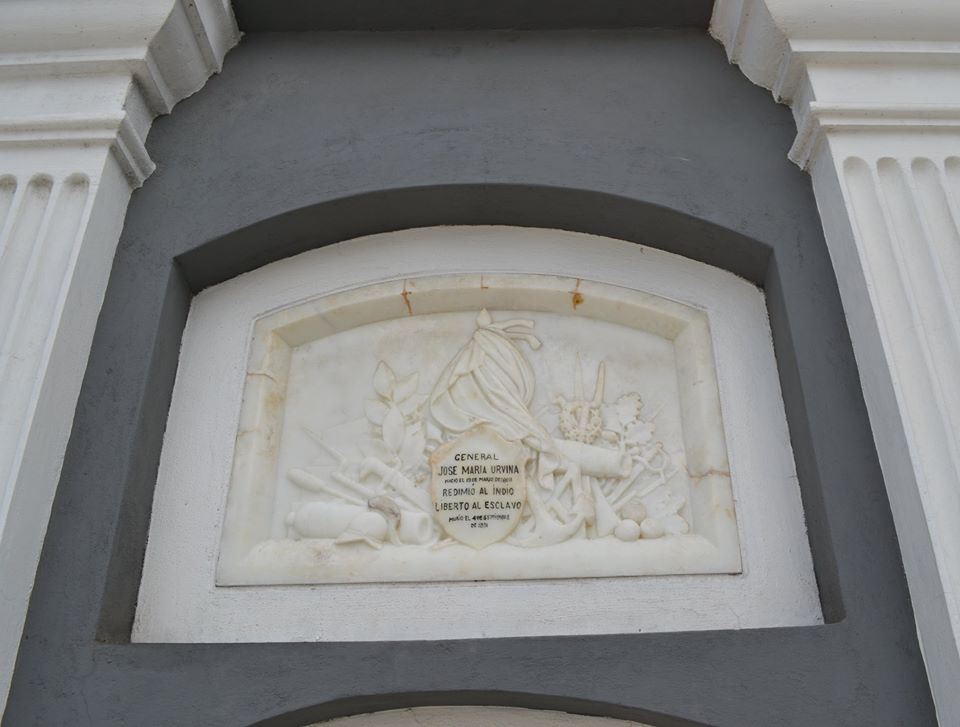
Tumba de Gral José María Urbina en Guayaquil

Preside la Convención Nacional en 1878, mostrando habilidad política y conciliadora. Tras una breve misión diplomática en Chile, se retira a la vida privada en Babahoyo, desaprobando el golpe de Veintemilla en 1882 y falleciendo en 1891, siendo despedido con honores por un pueblo que lo consideraba un ídolo y un importante fundador del liberalismo ecuatoriano. Alejado de la política y dedicado a actividades particulares fallecería en 1891 en su domicilio ubicado en Guayaquil. Fue un hombre de múltiples facetas que se forjó a sí mismo como marino, diplomático, estadista, militar y magistrado, falleció a los ochenta y tres años, causando una profunda conmoción en Guayaquil, donde su sepelio fue multitudinario y calificado por un extranjero como la muerte de un ídolo popular. Reconocido incluso por sus opositores como un hombre de gran ingenio y talento práctico, aunque con contradicciones en su carácter, Urbina es considerado una figura trascendental del siglo XIX ecuatoriano y uno de los fundadores del Partido Liberal.

## Sucesión
| Predecesor: Pedro Carbo                                                                               | Ministro de Relaciones Exteriores de Ecuador 11 de septiembre de 1845 - 7 de diciembre de 1845 | Sucesor: José Fernández Salvador                                                                           |
| Predecesor: José Manuel Jijón                                                                         | Presidente de la Cámara de Representantes del Ecuador 1849                                     | Sucesor: Nicolás Espinosa                                                                                  |
| Predecesor: Diego Noboa                                                                               | Presidente de la República del Ecuador 27 de septiembre de 1851 - 15 de octubre de 1856        | Sucesor: Francisco Robles                                                                                  |
| Predecesor: Rafael Pólit (Presidente del Senado) Pablo Bustamante (Presidente de Cámara de Diputados) | Presidente de la Convención Nacional del Ecuador de 1878 1878                                  | Sucesor: Leopoldo Salvador (Presidente del Senado) Juan Ignacio Moreno (Presidente de Cámara de Diputados) |